# A Light That Never Comes
A Light That Never Comes è un singolo del gruppo musicale statunitense Linkin Park e del DJ statunitense Steve Aoki, pubblicato il 16 settembre 2013 come unico estratto dal secondo album di remix dei Linkin Park Recharged.

## Descrizione
A Light That Never Comes è la traccia d'apertura di Recharged, nonché l'unico brano inedito contenuto nell'album di remix del gruppo, e presenta sonorità rap rock ed elettroniche. Secondo Mike Shinoda «La parte più bella di questo brano è che esso è venuto fuori in maniera veramente organica [...] Io e Steve abbiamo parlato inizialmente attraverso Twitter, poi ci siamo inviati messaggi di posta elettronica e poi abbiamo iniziato a passarci musica avanti e indietro».
In un'intervista del 30 agosto 2013 con Shinoda e Aoki, Shinoda ha spiegato che avevano iniziato a lavorare al brano «non meno di metà anno fa [...] non era un vero lavoro costante, ma le idee fluivano ogni volta che qualcosa di nuovo arrivava in mente». Attraverso il canale YouTube dei Linkin Park sono stati pubblicati tre video che illustrano le fasi di creazione del brano.

## Pubblicazione
Il singolo è stato pubblicato il 16 settembre, in seguito al raggiungimento di un obiettivo che gli utenti hanno compiuto all'interno del videogioco per Facebook LP Recharge. Contemporaneamente, il brano è stato reso disponibile per lo streaming sul sito di Xbox Music e per l'acquisto su Google Play. Nello stesso giorno è stato inoltre pubblicato il lyric video.
L'11 ottobre, il singolo è stato pubblicato anche nel formato CD, la cui b-side è un remix di Until It Breaks (brano contenuto in Living Things) realizzato da Datsik.
Il 9 gennaio 2014, i due artisti annunciano la pubblicazione di A Light That Never Comes Remixes, un EP contenente sette remix del brano realizzati da vari artisti appartenenti alla scena house, oltre a quello realizzato da Rick Rubin apparso in precedenza in Recharged. La sua uscita è avvenuta il 21 gennaio 2014 attraverso l'etichetta discografica di Aoki, la Dim Mak Records.

## Promozione
A Light That Never Comes è stata eseguita per la prima volta dal vivo il 10 agosto al Summer Sonic Festival di Tokyo durante il concerto di Aoki, il quale ha chiamato Chester Bennington e Mike Shinoda per eseguire il brano. Shinoda ha affermato che non ci saranno piani per eseguire nuovamente dal vivo il brano, ma se dovesse accadere non sa se potrà essere eseguita come al Summer Sonic (Bennington, Shinoda e Aoki) oppure durante un concerto dei Linkin Park con Aoki come ospite speciale.
Il 1º novembre 2013 è stato rivelato che Shinoda e Bennington avrebbero rieseguito il brano con Aoki il 15 novembre allo Shrine Auditorium di Los Angeles, mentre il 26 novembre il brano è stato eseguito una terza volta al talk show Jimmy Kimmel Live!.
In occasione del concerto tenuto all'Hollywood Bowl di Los Angeles il 27 ottobre 2017 in memoria di Bennington, il gruppo ha eseguito il brano insieme ad Aoki e Bebe Rexha.

## Accoglienza
Jesse James del sito Stupid Dope ha recensito positivamente il brano, definendolo «pieno di energia, di pesanti elementi melodici e, naturalmente, del classico sound dei Linkin Park unito insieme in modo piacevole con Mr. Aoki».

## Video musicale
Attraverso il profilo Instagram del DJ gruppo Joe Hahn, quest'ultimo ha affermato di essere al lavoro al video del brano. Il videoclip, realizzato completamente in computer grafica, è stato pubblicato in anteprima tra il 14 e il 15 ottobre inizialmente in alcuni Paesi del mondo e mostra un paesaggio virtuale nel quale è possibile vedere i volti dei vari membri dei Linkin Park e quello di Steve Aoki, oltre ad altri elementi apparsi in precedenza nel lyric video del brano. Il making of del video è stato diffuso attraverso il sito della Dell.
In seguito alla pubblicazione dell'EP digitale del singolo, il 21 marzo 2014 è stato pubblicato anche il videoclip del remix di Coone attraverso il canale YouTube di quest'ultimo.

## Tracce
Download digitale, CD promozionale
1. A Light That Never Comes – 3:49

CD singolo
1. Linkin Park x Steve Aoki – A Light That Never Comes – 3:49
2. Linkin Park – Until It Breaks (Datsik Remix) – 6:00

Download digitale – Remixes
1. A Light That Never Comes (Rick Rubin Reboot) – 4:40
2. A Light That Never Comes (Vicetone Remix) – 3:53
3. A Light That Never Comes (Angger Dimas Remix) – 4:53
4. A Light That Never Comes (twoloud Remix) – 5:40
5. A Light That Never Comes (Coone Remix) – 5:45
6. A Light That Never Comes (Vicetone Remix Dub) – 4:57
7. A Light That Never Comes (Brian Yates Remix) – 4:00

## Formazione
Gruppo
- Chester Bennington – voce
- Mike Shinoda – rapping, chitarra elettrica e acustica, basso, pianoforte, batteria
- Steve Aoki – campionatore, programmazione

Produzione
- Mike Shinoda – produzione
- Steve Aoki – produzione aggiuntiva
- Brad Delson – produzione aggiuntiva
- Brian "Big Bass" Gardner – mastering ai Bernie Grundman Mastering

## Classifiche
| Classifica (2013)                | Posizione massima |
| -------------------------------- | ----------------- |
| Austria                          | 21                |
| Canada                           | 62                |
| Francia                          | 124               |
| Germania                         | 8                 |
| Italia                           | 23                |
| Regno Unito                      | 34                |
| Regno Unito (dance)              | 8                 |
| Stati Uniti                      | 65                |
| Stati Uniti (alternative)        | 7                 |
| Stati Uniti (dance/electronic)   | 8                 |
| Stati Uniti (rock & alternative) | 11                |
| Svizzera                         | 15                |

## Date di pubblicazione
| Paese  | Data              | Formato                   | Etichetta                  |
| ------ | ----------------- | ------------------------- | -------------------------- |
| Mondo  | 16 settembre 2013 | Download digitale         | Warner Bros., Machine Shop |
| Europa | 11 ottobre 2013   | CD                        | Warner Bros., Machine Shop |
| Mondo  | 21 gennaio 2014   | Download digitale – remix | Dim Mak                    |